# Raymond Carré de Malberg
Raymond Carré de Malberg (1 tháng 11 năm 1861 tại Strasbourg - 1935) là một luật gia theo chủ nghĩa thực chứng. Ông đỗ bằng thạc sĩ luật năm 1890 rồi giảng dạy tại Caen, Nancy và cuối cùng là tại Strasbourg.

## Chủ nghĩa thực chứng về Nhà nước
Theo Malberg thì luật pháp nhất thiết phải phân biệt rạch ròi với đạo đức cũng như luật tự nhiên và chính trị. Ông thừa nhận rằng luật pháp xuất phát từ Nhà nước. Nhà nước là tối cao và Nhà nước phải "tự hạn chế".(thuyết tự hạn chế) Trước tiên Nhà nước hình thành từ sự đồng thuận giữa các cá nhân mà mối bận tâm chủ yếu nhất là góp tài sản chung của nhóm người này lại nhằm quản lý chung. Ban đầu chính nhu cầu này tọa nên Nhà nước. Đó là khởi nguồn của nghiên cứu về sự tách bạch giữa chủ quyền nhân dân và chủ quyền quốc gia. Ông phủ nhận thứ chủ nghĩa "nghị viện tối cao" dưới nền Cộng hòa Đệ tam. Ông giải thích rằng Nhà nước đặc trưng bởi sức mạnh và là chủ thế pháp lý cao nhất nhưng nó không thể cao hơn pháp luật.